# U-889
 U-889  — немецкая подводная лодка типа IXC/40, времён Второй мировой войны. 
Заказ на постройку субмарины был отдан 2 апреля 1942 года. Лодка была заложена 13 сентября 1943 года на верфи судостроительной компании АГ Везер, Бремен, под строительным номером 1097, спущена на воду 5 апреля 1944 года, 4 августа 1944 года под командованием капитан-лейтенанта Фридриха Брауэкера вошла в состав учебной 4-й флотилии. 15 марта 1945 года вошла в состав 33-й флотилии. Лодка совершила	один боевой поход, успехов не достигла. Сдалась союзникам 15 мая 1945 года в Шельбурне, в районе с координатами 43°32′ с. ш. 65°12′ з. д.. Переведена в Галифакс. 10 января 1946 года передана флоту США. Потоплена в конце 1947 года после использования при испытаниях торпед неподалёку от Новой Англии.